# Theodor Zwinger

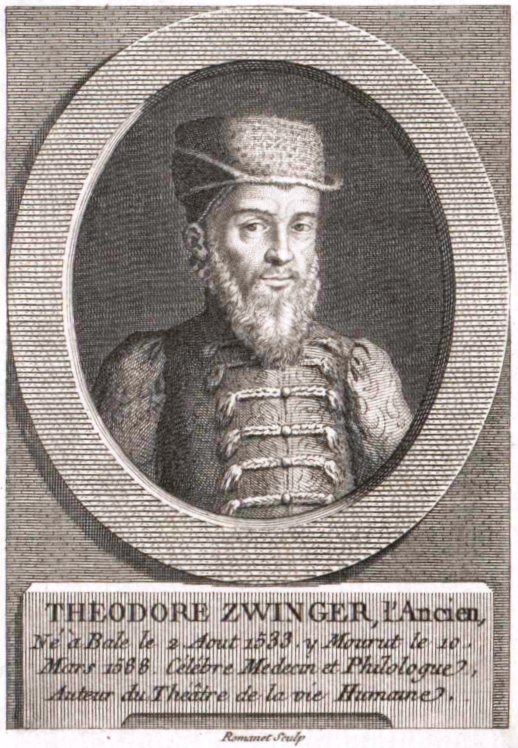
Theodor Zwinger

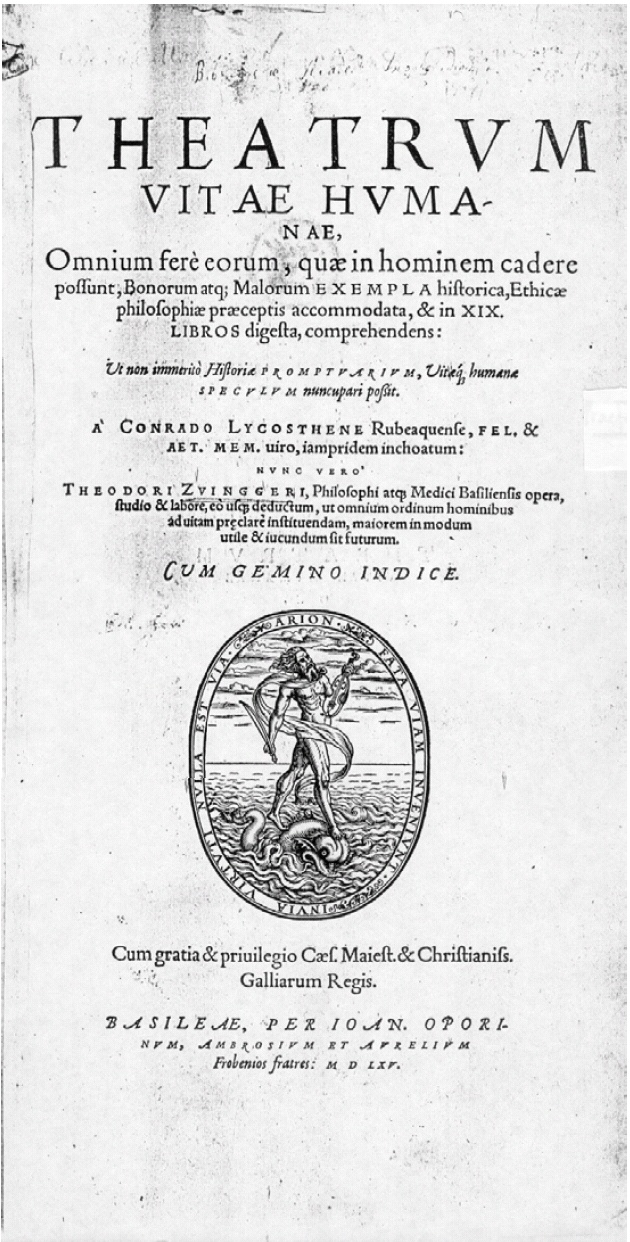
Edición del Theatrum Vitae Humanae de Zwinger, una de las primeras enciclopedias

Theodor Zwinger, el Viejo (Basilea, 2 de agosto de 1533 - Basilea, 10 de marzo de 1588) fue un sabio y médico suizo, padre de una estirpe de científicos. 

## Biografía
Su madre era hermana del impresor Jean Oporin. Su padre, Leonard Zwinger, era un peletero originario de Bischofszell, en Turgovia; este había recibido en 1492 cartas de nobleza del emperador Maximiliano I, pero a los cinco años Theodor lo perdió, por lo que se educó con su tío el impresor Oporin y su socio Conrad Lycosthenes; cuando su madre se volvió a casar volvió a alcanzar un buen nivel de subsistencia. En la escuela de Thomas Plater, hábil gramático, aprendió los rudimentos de las lenguas antiguas. Y en las representaciones teatrales que, como de costumbre, concluían el año escolar, fue escogido para interpretar el personaje del Amor. 
Admitido en 1548 en la Academia, deseaba viajar a Lyon para desarrollar allí su poesía. A su llegada trabajó como oficial en la imprenta de los Bering, permaneciéndo allí tres años. Luego se trasladó a París, donde asistió a los cursos del antiaristotélico Petrus Ramus, entre otros. Tras cinco años de ausencia, regresó a Basilea en 1553; pero, por consejo de Pietro Perna, impresor de Lucca expatriado por cuestiones religiosas, la dejó casi inmediatamente para marchar a Italia.
Tras seguir cursos en la Academia de los Ricovrati de Padua, llegó a Venecia para perfeccionar sus conocimientos y habilidades. Su padrastro, ya enfermo, tenía la intención de asociarlo a la escritura de sus obras y lo instó a volver a Basilea. Pero, antes de salir de Italia, recibió un doctorado en la Facultad de Medicina de Padua.
Tras su retorno a Basilea en 1559, sus amigos, para asentarlo, le hicieron casarse con la viuda de un rico comerciante. Entonces dividió su tiempo libre entre el cultivo de la literatura y la práctica de la medicina. Lo nombraron catedrático de lengua griega de la Academia. Dejó esta cátedra en 1571 por la de Moral, y fue nombrado profesor de medicina teórica. Encontró tiempo para componer muchas obras.
Una fuerte epidemia se manifestó en Basilea y Zwinger murió el 10 de marzo de 1588. La víspera de su muerte había compuesto una imitación en versos latinos del Salmo CXXII que fue impresa con el título de Precatio cycnea Th. Zwingeri. Jacques Auguste de Thou, quien lo visitó con frecuencia durante su estancia en Basilea, dijo que disfrutaba en extremo de su conversación, y elogiaba sin reservas la cortesía de su mente, sus conocimientos y su sinceridad.
El mejor retrato de Zwinger que se conserva es una xilografía de uno de sus discípulos contenida en la obra Icônes aliquot virorum clarorum de Nicolas Reusner, Basilea. Su mejor biografía, tal vez, es la Vie de Zwinger, que se encuentra en las Athenœ rauricœ, p. 208-244.

## Obras

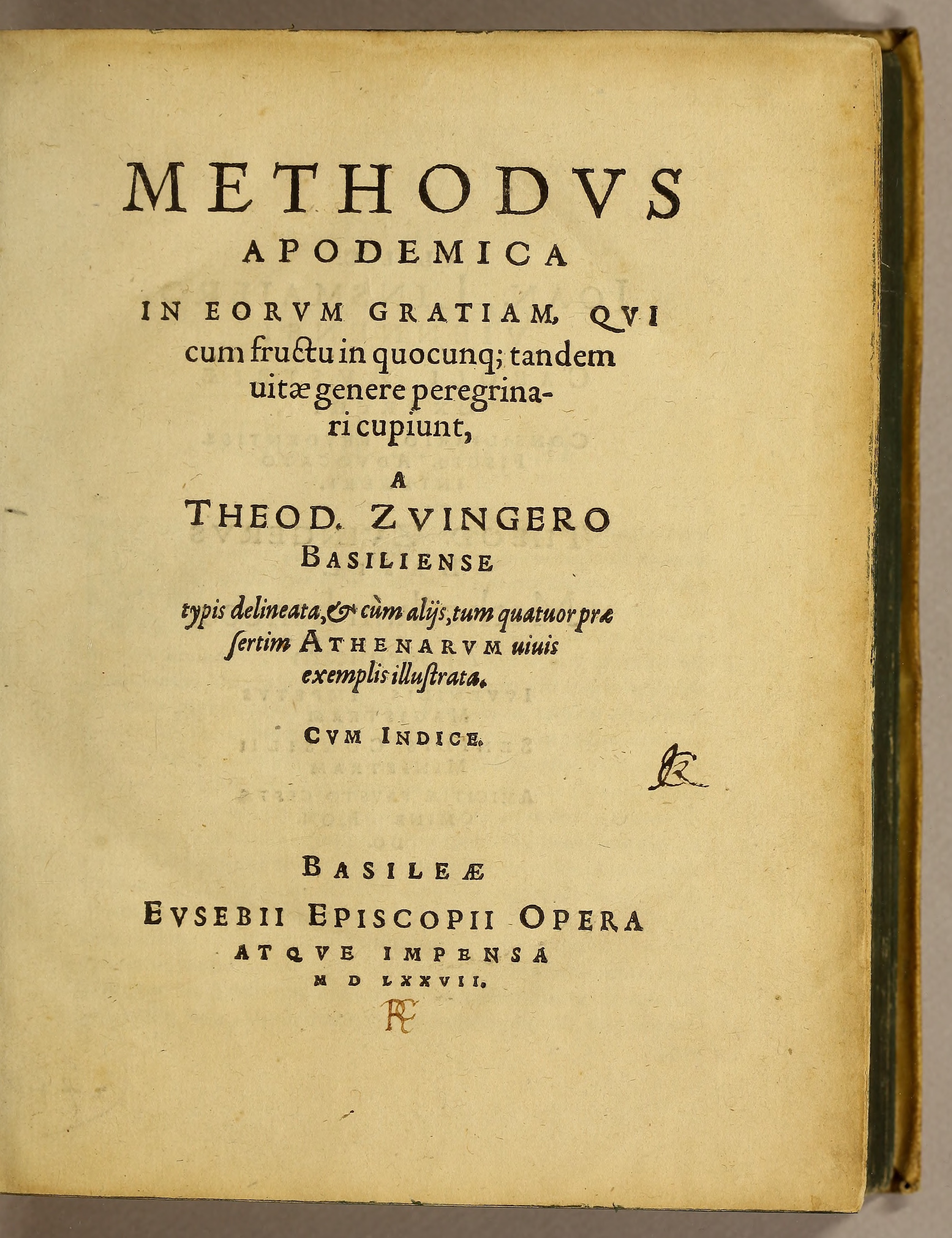
Portada de Methodus apodemica (Basel 1577)

Además de una edición de las Obras de [Cattani] con un prefacio y unos Commentarios sobre algunos de los libros de Galeno, sobre el décimo libro de las Éticas y sobre el octavo de la Política de Aristóteles y, en fin, una edición de las Obras de Hipócrates (1579, in-fol.), con la versión latina de Jano Cornario retocada, escribió:
- Theatrum vitæ humanæ, Basilea, 1565, 1571, 1586, 1596 y 1604, 5 vols. in-fol., un total de 4376 páginas. Conrad Lycosthenes le había dejado materiales para esta obra rogándole que la ordenara. Es una especie de enciclopedia a la manera antigua, vasta compilación de anécdotas y tratados históricos, sobre moral y psicología humana: la imaginación, la memoria, las enfermedades mentales, la voluntad, las costumbres, etcétera. El libro también se ocupa de las ciencias y las tecnologías, así como de la organización social y la economía.[1]
- Leges ordinis medici basiliensis, ibid., 1570, in-fol. ;
- Morum philosophia practica, ibid., 1575, 2 vol. in-8° ;
- Methodus similitudinum; con los Similium loci communes de Lycosthènes, ibid., 1575, 1595, 1602, in-8 ;
- Methodus rustica Catonis et Varronis præceplis aphoristicis per locos communes digestis, ibid., in-8 ;
- Methodus apodemica, qua omnia continentur quæ cuivis in quolibet vitæ génère peregrinanti, et imprimis homini studioso scitu cognituque necessaria, Basilea, 1577, in-4 ; Strasbourg, in-4 ; y dentro del apéndice del Hodœporicon de Nicolas Reusner.
- Analysis Pitalmorum Davidis, symboli apostolici et orationis dominicœ, Bâle, 1599, in-fol.
- Physiologia mediça Th, Paracehi dogmatibus illystruta, ibid., 1620, in-8. En esta obra el autor busca conciliar la doctrina de Paracelso con la de Hipócrates y los antiguos médicos. No era el primero que había formado tal proyecto (véase Rivière). Sin embargo Zwinger no disimula de ninguna manera los errores de los paracelsistas. Defiende contra ellos «verdadera anatomía» y rechaza los «principios químicos» fundándose en lo que el médico debe conocer de las partes que existen realmente dentro del cuerpo y no aquellas que la doctrina supone violentamente. «Me parece —dice Sprengel— que hay aquí una verdad que uno no sabría hacer vivir demasiado, incluso hoy, a los partidarios de la química fisiológica».[2] Esta obra fue publicada por Jakob Zwinger, y algunos biógrafos lo miran como su verdadero autor.